# Guirguillano (concejo)
Guirguillano (Girgillao en euskera) es un concejo que da nombre y forma parte del municipio conformado, además, por el concejo de Echarren de Guirguillano y el lugar de Arguiñáriz.

## Geografía
El término de esta localidad limita por el norte con Echarren de Guirguillano, por el sur con Zabalza, por el este con Puente la Reina y por el oeste con Muzqui.

## Historia
Dentro su término hay noticias desde el siglo XIII de heredades pertenecientes a la miembros del Hospital de San Juan de Jerusalén y al monasterio de Iranzu. También las debió tener un tal Gil de Vidaurre, porque le fueron confiscadas por la Corona navarra tras la guerra de la Navarreria de 1276.
Perteneció al valle de Mañeru hasta su segregación tras las reformas municipales españolas de 1835-1845. En 1847 Guirguillano era cabeza del ayuntamiento del valle de Mañeru. Luego aparece como ayuntamiento de Guirguillano, sin más, compuesto por los lugares de Guirguillano mismo, Arguiñáriz y Echarren, además de los caseríos de Gorriza, Orendáin, Saracoiz y Zabala. En 1847 el concejo de Guirguillano tenía escuela, con un presupuesto de 760 reales.

## Arte y arquitectura

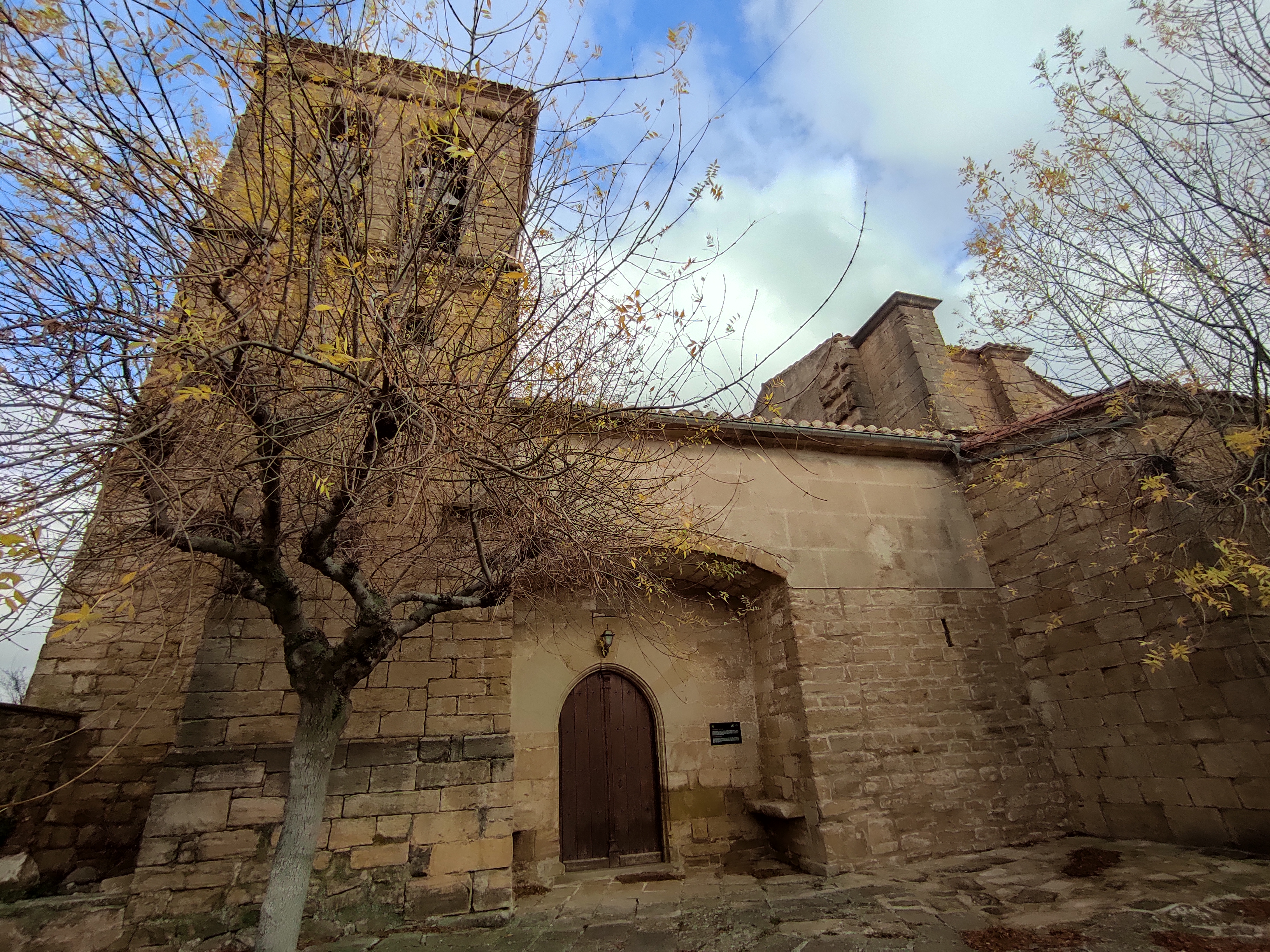
Iglesia de San Pedro

### Iglesia de San Pedro
Está situada en el centro de la localidad. Tiene una nave protogótica de probablemente inicios del siglo XIII. Está cubierta por tres tramos de bóveda de medio cañón apuntado con arcos fajones apoyados en ménsulas de rollo. 
La cabecera, del siglo XVI, es pentagonal y está cubierta con un doble tramo de bóveda con lunetos a consecuencia de una reforma en época barroca. Las diferentes fases constructivas que ha atravesado el conjunto se hacen visible en el exterior, especialmente en la torre sobre cuyo primer cuerpo, de inicios del siglo XIII, se monta el campanario realizado a finales del siglo XVI. El autor fue el cantero Ochoa de Arriba, tasándolo en 1578 los también canteros Lope de Urreta y Pedro Larreta. 
Preside un retablo de San Pedro, tallado alrededor de 1586 por el escultor Pedro Imberto, ofrece una traza propia del momento donde la pureza de líneas sirven de marco para una serie de relieves figurativos de santos, con escenas de la Pasión de Cristo y de la vida del apóstol, dentro de un romanismo característico, con algunos detalles, como la cabeza de la talla de San Pedro, donde se muestra el expresivismo anterior.

### Edificios civiles
Son numerosas las casas de este concejo de los siglos XVI y XVII con fachadas adornadas con escudos de armas. Constituyen un bloque de sillarejo con sillar en los vanos y en forma de cadena en las esquinas.

Casas blasonadas de Guirguillano
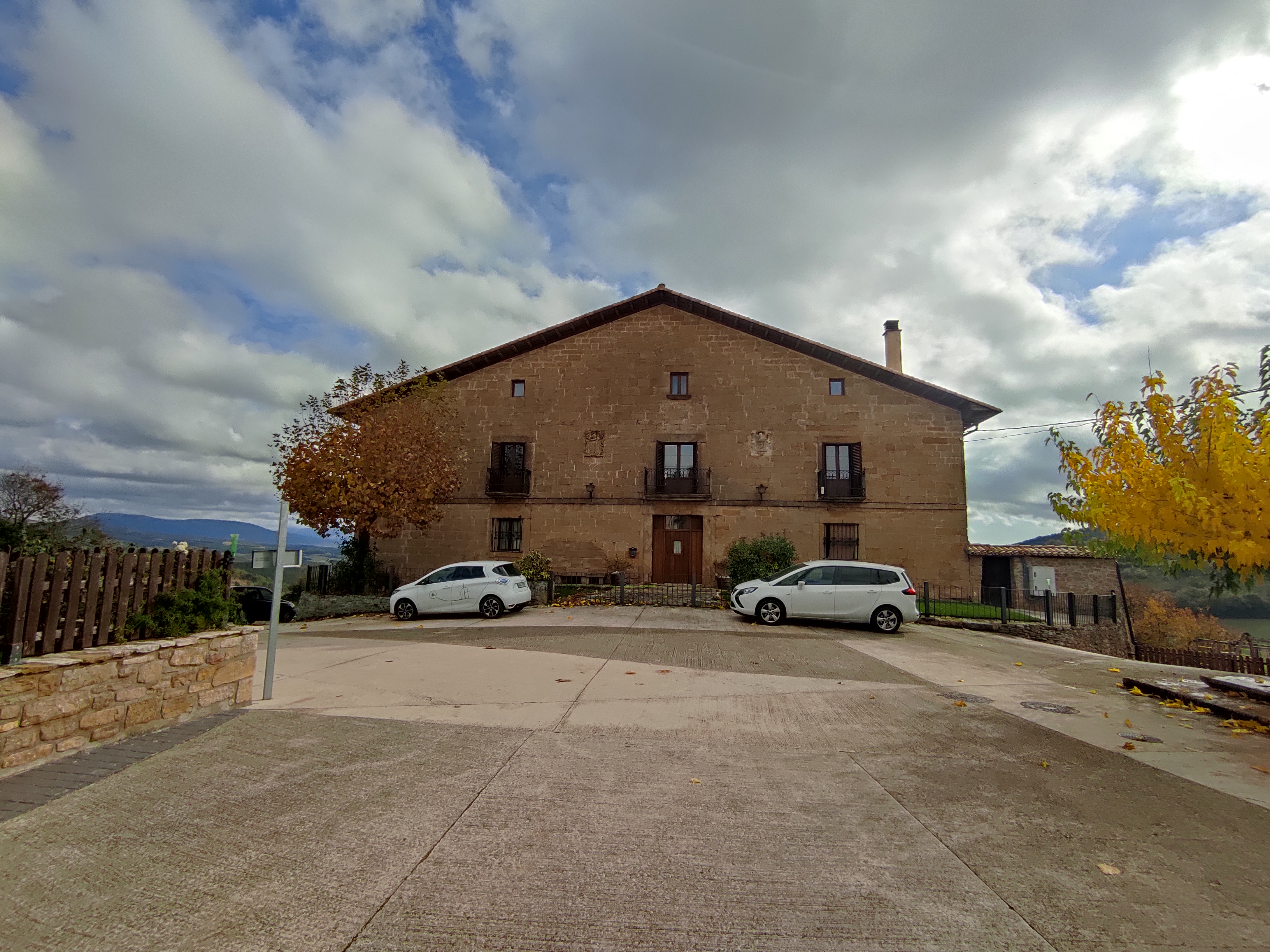
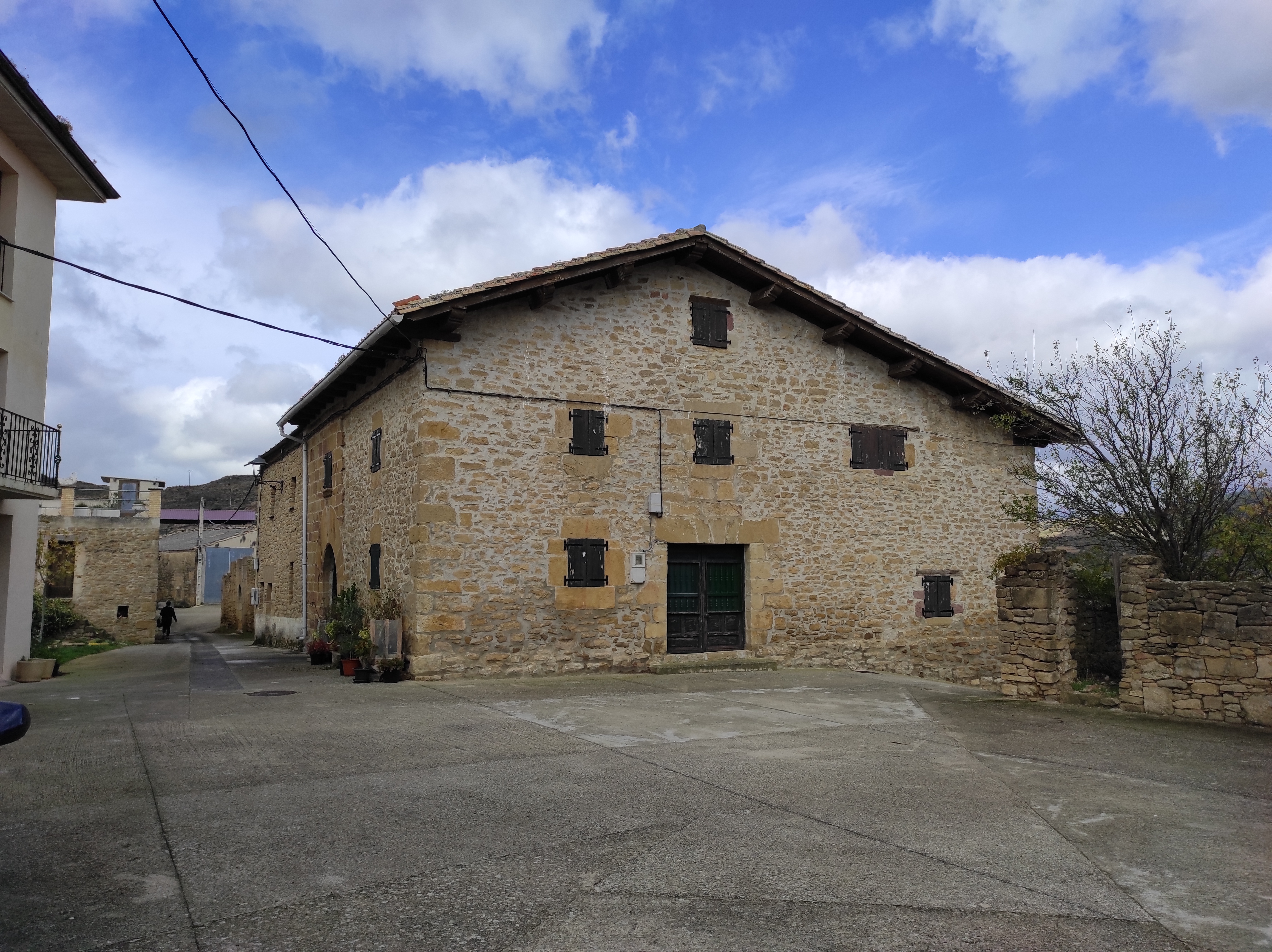
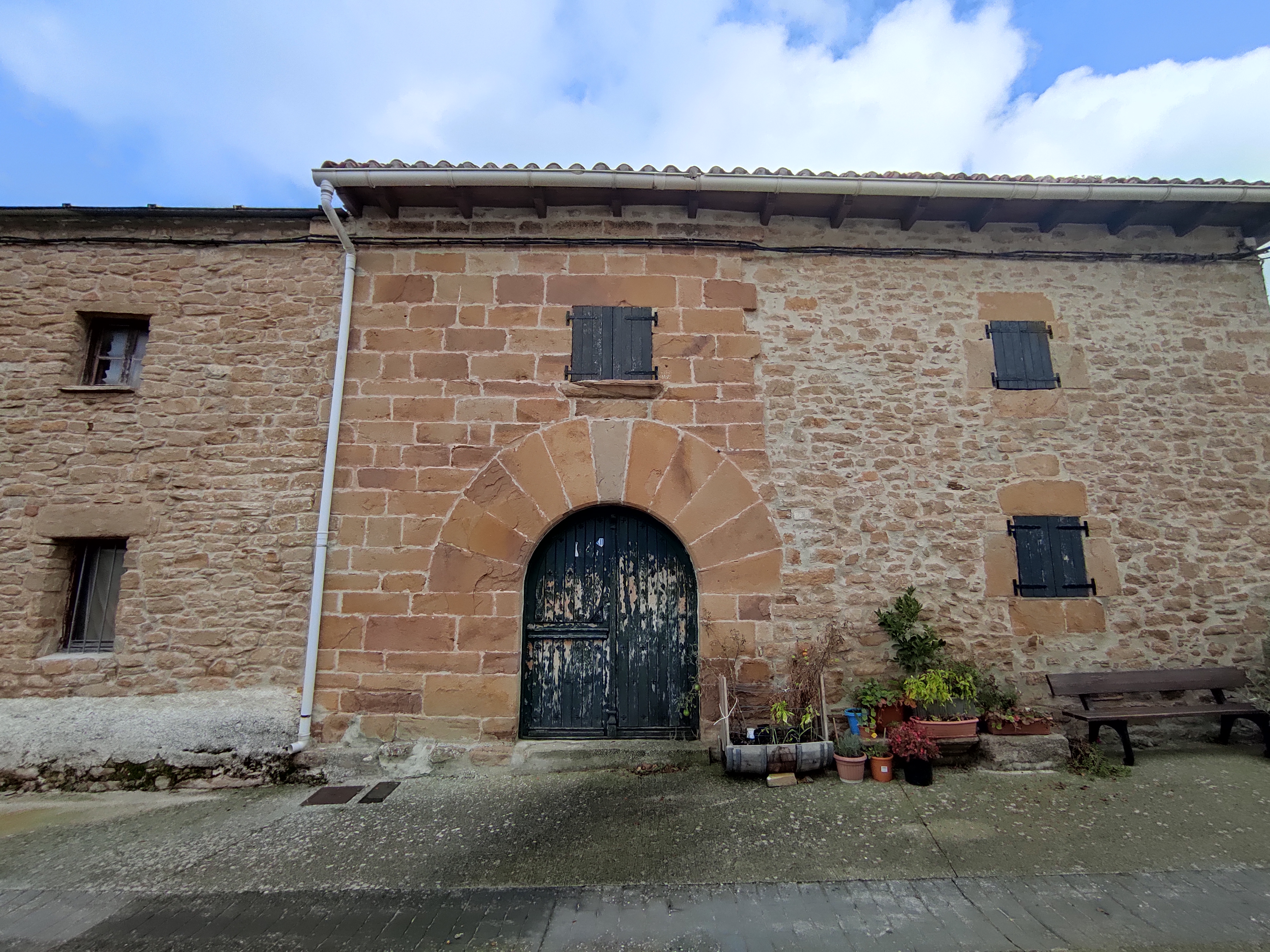
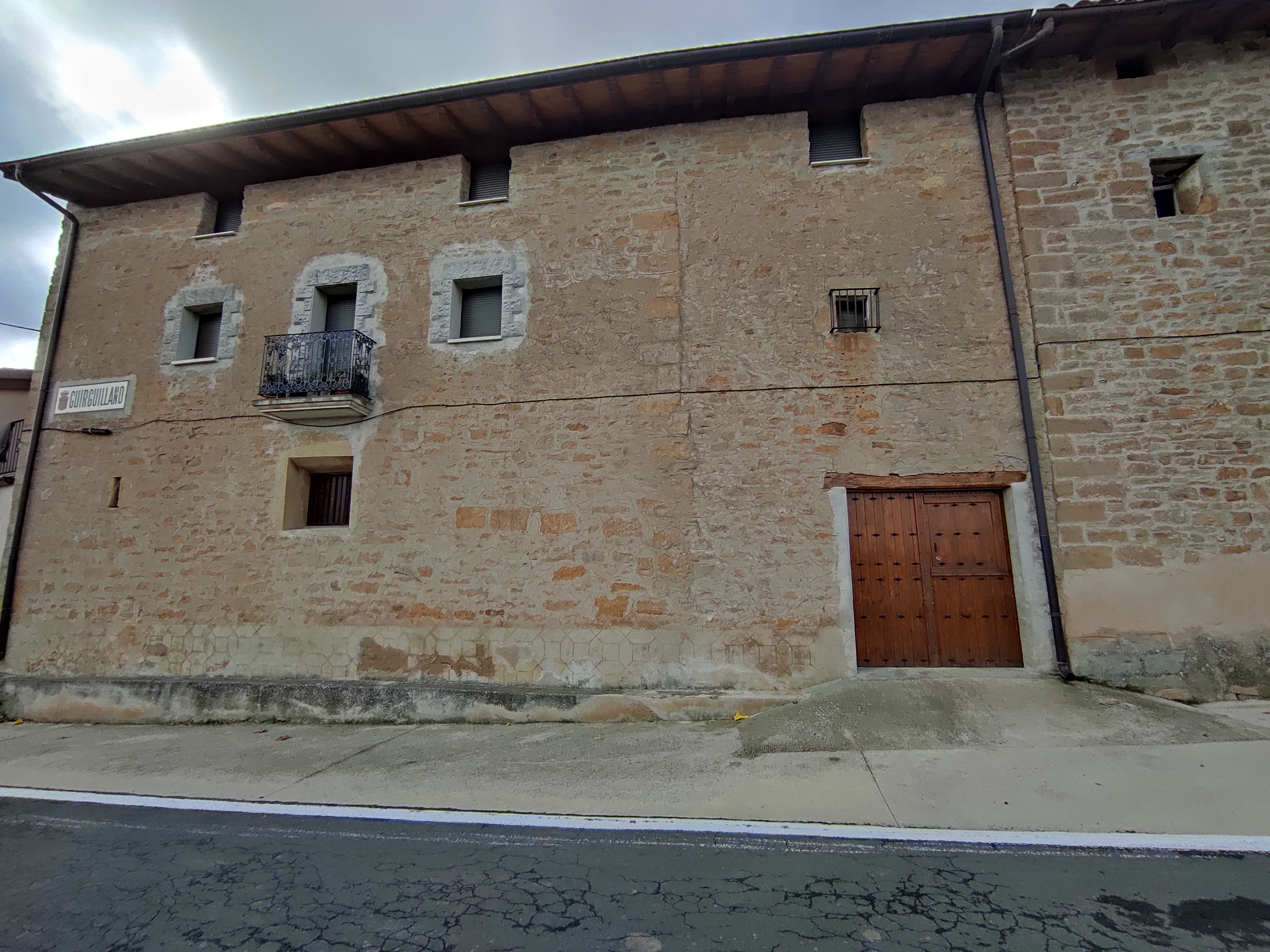
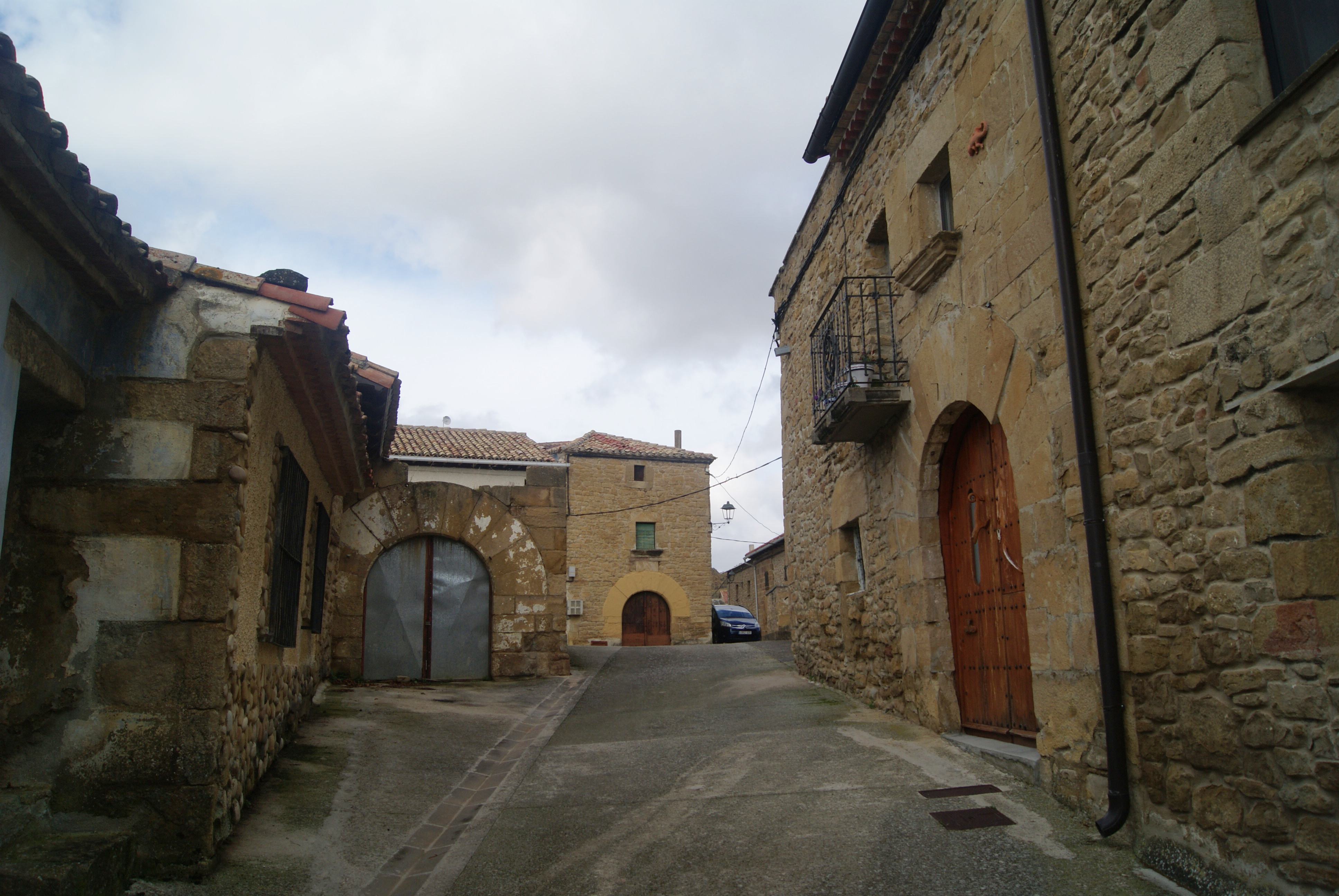
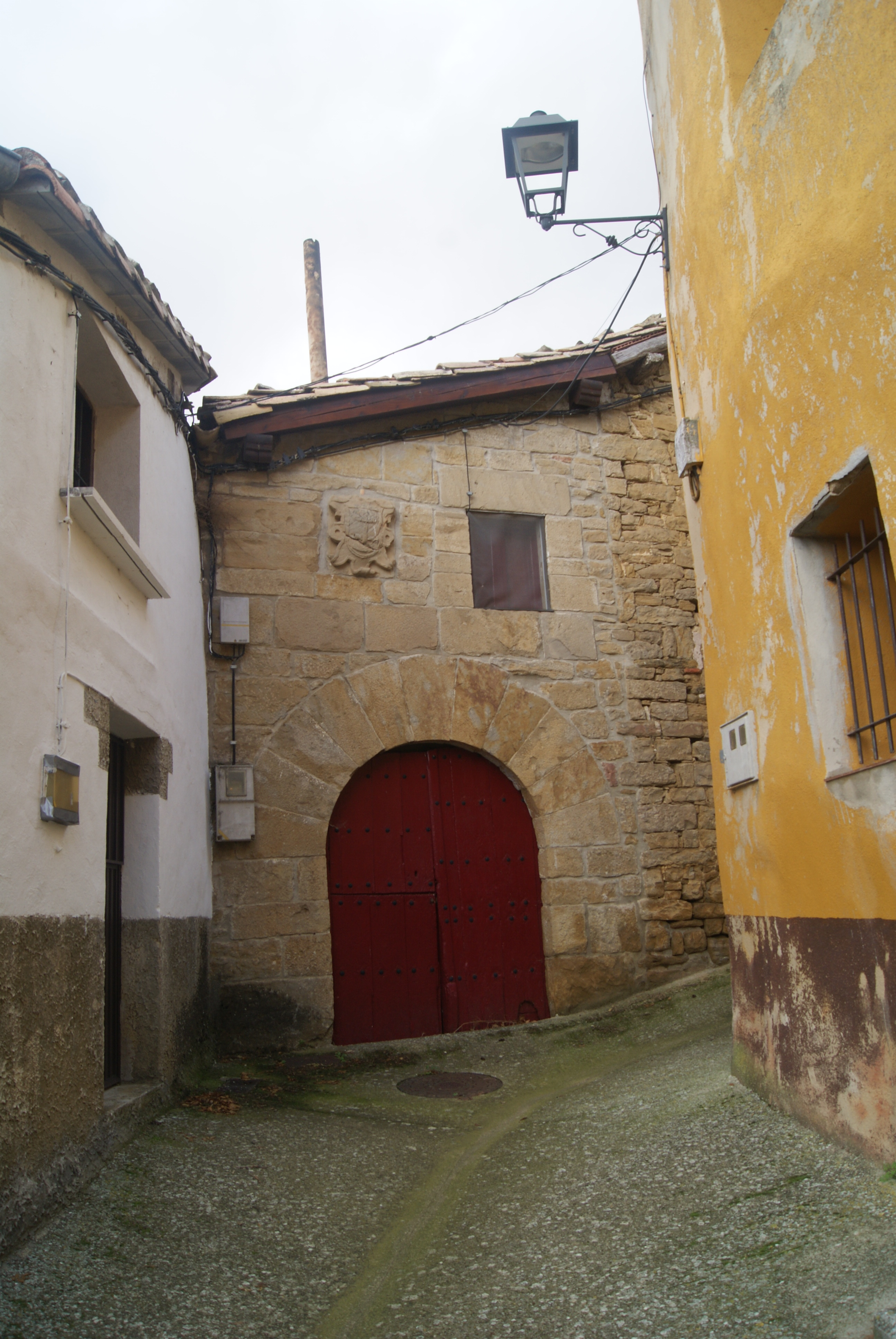
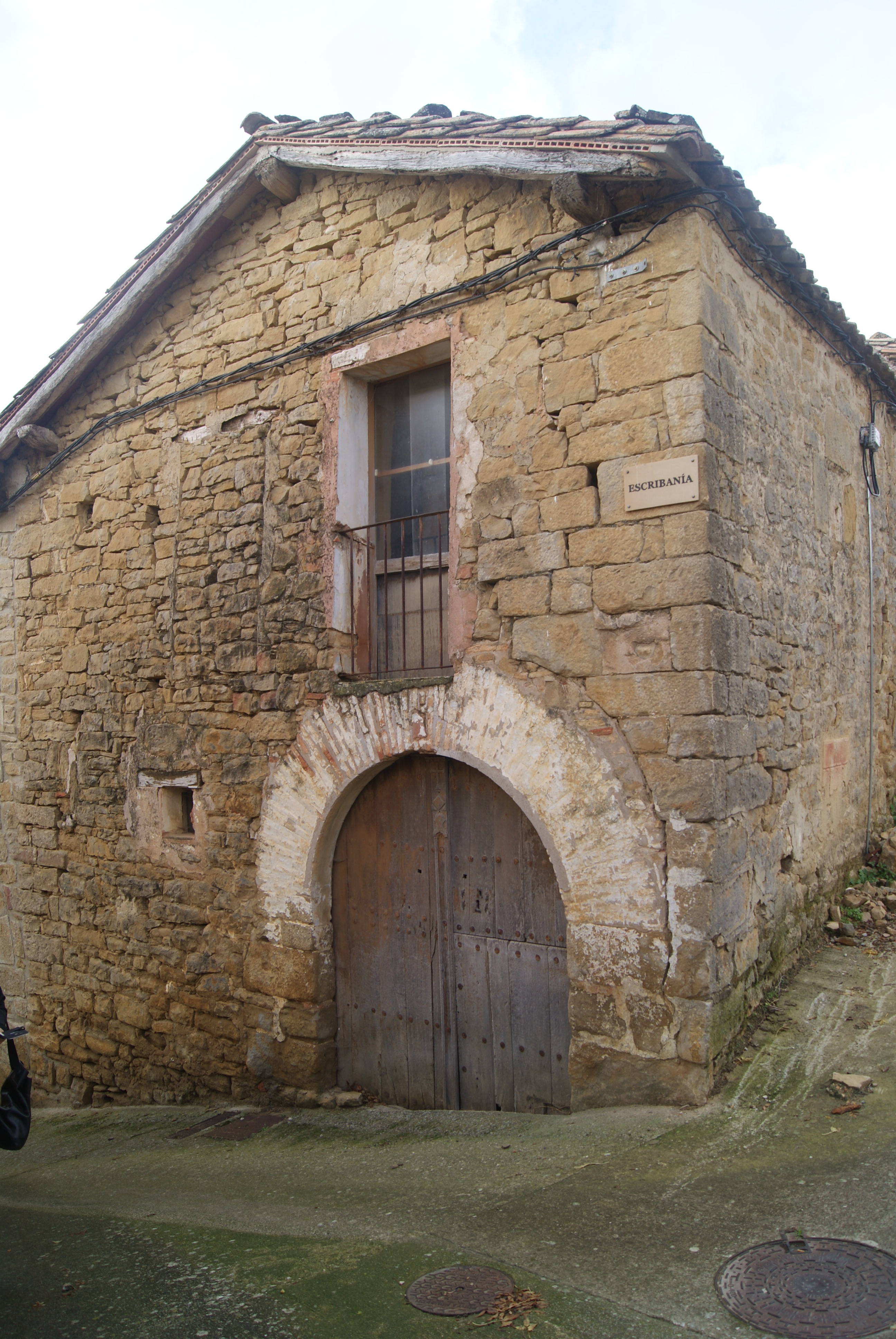

### Ermitas
En el término de Guirguillano se encuentran las ermitas de San Bartolomé, cerca del cementerio, y de San Cristóbal, en el alto homónimo.